# Garegin Njdeh
Garegin Njdeh (noto anche come Garegin Ter-Harutiunian, Գարեգին Նժդեհ in armeno; Knzut, 1º gennaio 1886 – Vladimir, 21 dicembre 1955) è stato un politico e generale armeno che comandò l'Armenische Legion delle Waffen-SS durante la seconda guerra mondiale.

## Biografia
Garegin Njdeh fu un attivista politico. Membro della Federazione Rivoluzionaria Armena, fu uno dei due comandanti, assieme a Drastamat Kanayan, dell'Armenische Legion delle Waffen-SS durante la seconda guerra mondiale.
Alla fine del conflitto venne arrestato dagli uomini di Stalin e morì nel carcere sovietico di Vladimir. La sua figura è stata di fondamentale importanza anche per lo sviluppo del cosiddetto Neopaganesimo armeno.